# Giovanni di Persia
Giovanni di Persia, nato Uruch Beg, noto anche come Faisal Nazary o semplicemente come don Juan Persiano (Persia, 1560 – Madrid, 1604), è stato un diplomatico, scrittore e nobile persiano naturalizzato spagnolo.

## Biografia
Nativo della Persia, della tribù Bayat Qizilbash, Uruch Beg era figlio di Sultan Ali Beg, fratello dell'ambasciatore persiano Hussein Ali Beg Bayat. Suo padre era un parente stretto dello scià di Persia, Mohammad Khodabanda.
Di lui si sa che nei primi anni della sua vita, ed in particolare dopo l'uccisione di suo padre nel 1585, fu un militare e combatté nella liberazione di Tabriz, capitale dell'Impero persiano che era stata occupata dagli ottomani. Sotto il governo dello scià Abbas I di Persia, prese parte alla cattura di Herat, guadagnandosi una notevole reputazione anche come comandante militare.
Si portò ad ovest a seguito dello zio nell'ambasciata persiana da lui diretta in Europa che ebbe luogo tra il 1599 e il 1602 e che fece tappa ad Isfahan, a Qom, a Qazvin, a Gilan e da lì proseguì in barca sino ad Astrachan'. Nei mesi successivi viaggiò sul Volga fino a Kazan' e dopo due mesi giunse alla città, portandosi poi a Nižnij Novgorod ed a Vladimir per poi raggiungere la corte di Mosca. Raggiunta la città di Arcangelo, costeggiò la Norvegia e giunse sino ad Emden, in Germania, ove proseguì il viaggio in carrozza giungendo a Oldenburg, Kassel, Weimar, Halle ed infine venne ricevuto a Praga dall'imperatore Rodolfo II del Sacro Romano Impero. Il viaggio proseguì poi a Norimberga e a Monaco di Baviera, proseguendo poi per Verona, Ferrara, Mantova, Pisa, Firenze, Roma, Genova e da qui si imbarcò alla volta della Spagna.
Giunto in Spagna, si convertì al cattolicesimo decidendo di stabilirvisi e di non fare mai più ritorno in patria. La cerimonia del suo battesimo avvenne nella cappella del palazzo reale di Madrid e sua madrina fu la regina Margherita d'Austria-Stiria, moglie di re Filippo III di Spagna; venne battezzato col nome spagnolo di Juan. Si dedicò quindi alla scrittura e compose un resoconto completo del suo viaggio dalla Persia alla Spagna dal titolo Relaciones de Don Juan de Persia. L'opera, in tre volumi e dedicata al re di Spagna, per quanto molte parti possano risultare romanzate, si appresta ad essere un'interessante fonte storiografica per l'epoca, sia sulla situazione politica ed economica dell'impero safavide in Persia, sia come uno spaccato sui costumi di vita e sociali delle diverse società attraversate dal gruppo nel viaggio compiuto per giungere in Spagna.
Don Juan venne ucciso nel 1604 a Madrid nel corso di una lite in strada. I suoi assassini ne occultarono il cadavere caricandolo su un carro e scaricandolo poi in un fossato esterno alla città. Quando il corpo venne ritrovato era a stento riconoscibile se non per gli abiti e le insegne che portava e solo allora fu possibile dargli degna sepoltura.